# Nosema apis
 Nosema apis  è  un microsporidio, parassita unicellulare che affligge normalmente le api.  Causa la  nosemiasi, a cui spesso ci si riferisce con il termine nosema, e che con la Varroa destructor costituisce la patologia maggiormente diffusa.
Lo stato dormiente del nosema è costituito da spore resistenti alle variazioni di temperatura e di umidità. Le spore di nosema non possono essere infatti distrutte con il congelamento dei favi contaminati.
Si localizzano nelle cellule dell'epitelio intestinale ed in altre cellule. Le spore sono circondate da uno spesso involucro prodotto dalla cellula che vi è contenuta; entro la spora vi è un “filamento polare” che si diparte da un sacco, o “cappa polare”, e si avvolge nella parte periferica della cellula. Presso la cappa polare vi è una struttura formata da membrane arrangiate in vario modo, dette “polaroplasto”, probabilmente coinvolto nell'estroflessione del filamento. Il filamento assicura l'aggancio alle cellule dell'ospite e serve anche come dotto di uscita per l'amebula; questa entra nelle cellule intestinali ove inizia l'accrescimento. Il trofozoide presenta il citoplasma privo di mitocondri; esso va incontro ad una serie di divisioni in seguito alle quali si formano molte cellule: ognuna di queste dà luogo ad una spora. Le cellule ospiti divengono ipertrofiche e rilasciano le spore mature che escono all'esterno con le feci.

## Sintomi
I sintomi della nosemiasi possono essere spesso confusi con altre patologie dell'ape mellifera. Tra questi sono identificabili i seguenti:
- lento accrescimento primaverile della famiglia;
- dissenteria evidenziata da frequenti deiezioni di colore giallastro all'esterno della colonia;
- ali disgiunte;
- addome gonfio;
- assenza del riflesso del pungiglione;
- frequente sostituzione precoce della regina.